# 464-es busz
A 464-es jelzésű regionális autóbusz Gödöllő egyik helyi járata, az Autóbusz-állomás és az Úrréti-tó között közlekedik. A járatot a MÁV Személyszállítási Zrt. üzemelteti. A vonalon külön járművek nem közlekednek, a Szada felé induló helyközi járatok Gödöllőn belül helyi járatként is közlekednek. 2017. október 14-ig a viszonylatot 6-os számmal jelölték.

## Útvonala
| Úrréti-tó felé:                                                       | Autóbusz-állomás felé:                                                |
| --------------------------------------------------------------------- | --------------------------------------------------------------------- |
| Autóbusz-állomás vá. – Szabadság út – Dózsa György út – Úrréti-tó vá. | Úrréti-tó vá. – Dózsa György út – Szabadság út – Autóbusz-állomás vá. |

## Megállóhelyei
| 0 | Autóbusz-állomás végállomás | 8 | 317, 324, 402, 404, 405, 406, 407, 410, 412, 422, 426, 430, 432, 440, 441, 442, 444, 446, 447, 448, 450, 451, 452, 454, 455, 461, 463, 465, 466, 468, 469, 470, 471, 472, 473, 474, 475, 476, 477, 478, 479 1040, 1049, 1052, 1076, 1077, 1078 |
| 4 | Szökőkút                    | 6 | 317, 324, 402, 412, 432, 422, 442, 446, 447, 448, 450, 451, 452, 453, 454, 455, 466, 470, 471, 472, 473, 474, 475, 476, 477, 478, 479 1052, 1076                                                                                               |
| 5 | Szilhát utca                | 4 | 412, 422, 450, 451, 452, 453, 454, 455 1052, 1076 |
| 6 | Széchenyi István utca       | 3 | 402, 412, 422, 432, 442, 450, 451, 452, 453, 454, 455 1052, 1076 |
| 7 | Idősek Otthona              | 2 | 402, 412, 432, 422, 442, 450, 451, 452, 453, 454, 455 1052, 1076 |
| 8 | Haraszti út                 | 1 | 402, 412, 422, 442, 450, 451, 452, 453, 454, 455 1052, 1076 |
| 9 | Úrréti-tó végállomás        | 0 | 396, 398, 450, 451, 452, 453, 454, 455 |